# Estación de Pont Marie
Pont Marie, de su nombre completo Pont Marie - Cité des Arts, (en español: Puente Marie - Ciudad de las Artes) es una estación de la línea 7 del metro de París situada en el IV distrito, en el corazón de la ciudad junto al Puente Marie y a la Cité des Arts.

## Historia
La estación se inauguró 16 de abril de 1926 con la prolongación de la línea 6 hacia el sur. La estación haría de terminal de la línea hasta 1930 cuando se prolongó nuevamente en dirección a Pont Sully. 

## Descripción
Se compone de dos andenes laterales de 75 metros de longitud y de dos vías.
Está diseñada en bóveda elíptica revestida completamente de los clásicos azulejos blancos biselados del metro parisino, con la única excepción del zócalo que es de color marrón. Los paneles publicitarios emplean un marco dorado con adornos en la parte superior. 
Su iluminación ha sido renovada empleando el modelo vagues (olas) con estructuras casi adheridas a la bóveda que sobrevuelan ambos andenes proyectando la luz en varias direcciones.
La señalización por su parte usa la tipografía CMP donde el nombre de la estación aparece sobre un fondo de azulejos azules en letras blancas. Por último, los asientos de la estación son los modernos Coquille o Smiley, unos asientos en forma de cuenco inclinado para que parte del mismo pueda usarse como respaldo y que poseen un hueco en la base en forma de sonrisa.